# Penetrantie
Penetrantie is een statistisch begrip dat weergeeft hoe vaak het afwijkend fenotype wordt vastgesteld bij individuen met het afwijkend genotype. 

## Voorbeeld
Penetrantie 80% wil zeggen dat bij alle personen met een afwijkend genotype, 80% ook een afwijkend fenotype hebben.